# Deutscher Fernsehpreis 2004
Die sechste Verleihung des Deutschen Fernsehpreises fand am 9. Oktober 2004 im Kölner Coloneum statt. Moderiert wurde die Verleihung von Thomas Gottschalk.
Übertragen wurde die Aufzeichnung am 10. Oktober 2004 um 20:15 Uhr im ZDF. Bei insgesamt 5,97 Millionen Zuschauern lag der Gesamtmarktanteil bei 18,0 Prozent.

## Preisträger
| Preis                                                    | Preisträger / Film / Serie | Nominierungen |
| -------------------------------------------------------- | --- | --- |
| Beste Ausstattung                                        | Anne Schlaich (Szenenbild), Bettina Marx (Kostümbild) für Mein erster Freund, Mutter und ich (PROSieben) | Eduard Krajewski (Szenenbild) und Wiebke Kratz (Kostümbild) für Im Schatten der Macht (ARD/NDR/MDR/ARTE) Jürgen Schmidt-André (Szenenbild) für Star Search (Sat.1) |
| Bestes Buch Fernsehfilm/Mehrteiler                       | Detlef Michel für Die Quittung (ZDF) | Sascha Arango für Blond: Eva Blond! (Sat.1) Christoph Busch für Der Puppengräber (ARD/WDR)                                                                         |
| Beste Comedy-Sendung                                     | Dittsche – Das wirklich wahre Leben (WDR) | Rent a Pocher (ProSieben) Scheibenwischer (ARD/BR/RBB) |
| Beste Dokumentation                                      | Das Wunder von Bern – Die wahre Geschichte (ZDF) | Dunkler Lippenstift macht seriöser aus der Reihe Absolute Beginner – Der erste Job (ZDF) die story: Folter im Namen der Freiheit (ARD/WDR)                         |
| Bester Fernsehfilm/Mehrteiler                            | Stauffenberg (ARD/SWR/WDR/RBB) | Die Quittung (ZDF) Das Wunder von Lengede (Sat.1) |
| Beste Informationssendung/Beste Moderation Information   | Berlin Mitte mit Maybrit Illner (ZDF) | Galileo mit Aiman Abdallah (ProSieben) stern TV mit Günther Jauch (RTL)                                                                                            |
| Beste Kamera                                             | Holly Fink für Die Ärztin (ZDF), Carola Stern – Doppelleben (ARD/BR/WDR/ARTE) und Leben wäre schön (ARD/BR)                                                                                                 | Hans-Günther Bücking für Jennerwein (ARD) Hans Grimmelmann für Im Schatten der Macht (ARD/NDR/MDR/ARTE)                                                            |
| Beste Musik                                              | Oliver Biehler für Mein erster Freund, Mutter und ich (ProSieben) und Das siebte Foto (ProSieben) | Marcel Barsotti für Die Ärztin (ZDF) und Die Rückkehr des Vaters (ZDF) Enjott Schneider für Stauffenberg (ARD/SWR/WDR/RBB)                                         |
| Beste Regie Fernsehfilm/Mehrteiler                       | Dominik Graf für Kalter Frühling (ZDF/ARTE) | Christian Petzold für Wolfsburg (ZDF/ARTE) Adolf Winkelmann für Engelchen flieg! (ARD/WDR)                                                                         |
| Beste Reportage                                          | In Gottes Namen – Die Rekruten des Heiligen Krieges (RTL) | Für Allah in den Tod (ARD/NDR) Kreml, Knast und Korruption (ARD/WDR)                                                                                               |
| Beste Schauspielerin Fernsehfilm                         | Martina Gedeck für Hunger auf Leben (ARD/MDR/ARTE) | Nina Hoss für Wolfsburg (ZDF/ARTE) Jessica Schwarz für Kalter Frühling (ZDF/ARTE)                                                                                  |
| Beste Schauspielerin Nebenrolle                          | Gabriela Maria Schmeide für Leben wäre schön (ARD/BR) | Sandra Borgmann für Ein krasser Deal (ProSieben) und Tatort: Odins Rache (ARD/WDR) Barbara Philipp für Tatort: Das Böse (ARD/HR)                                   |
| Beste Schauspielerin Serie                               | Iris Böhm für Die Sitte (RTL) | Katharina Abt für Der Elefant – Mord verjährt nie (Sat.1) Nana Krüger für Abschnitt 40: Schusswaffengebrauch (RTL)                                                 |
| Bester Schauspieler Fernsehfilm                          | Ulrich Tukur für Tatort: Das Böse (ARD/HR) | Sebastian Koch für Stauffenberg (ARD/SWR/WDR/RBB) Tobias Moretti für Die Rückkehr des Tanzlehrers (ARD)                                                            |
| Bester Schauspieler Nebenrolle                           | Jürgen Hentsch für Im Schatten der Macht (ARD/NDR/MDR/arte) | Frank Giering für Der Mörder ist unter uns (ZDF) Hermann Lause für Der Mörder ist unter uns (ZDF)                                                                  |
| Bester Schauspieler Serie                                | Henning Baum für Mit Herz und Handschellen (SAT.1) | Sebastian Bezzel für Abschnitt 40: Straßen der Nacht (RTL) Thomas Sarbacher für Der Elefant – Mord verjährt nie (Sat.1)                                            |
| Bester Schnitt                                           | Dagmar Lichius für Mein erstes Wunder (SWR) | Clara Fabry für Stauffenberg (ARD/SWR/WDR/RBB) Christel Suckow für Kalter Frühling (ZDF/ARTE)                                                                      |
| Beste Serie                                              | Abschnitt 40 (RTL) | Edel & Starck (Sat.1) Der Elefant – Mord verjährt nie (Sat.1) |
| Beste Sitcom                                             | Berlin, Berlin (ARD) | Bewegte Männer (Sat.1) Mein Leben & Ich (RTL) |
| Beste Sportsendung                                       | Olympia 2004: Dressurreiten mit Carsten Sostmeier (ARD/SWR) | RTL Skispringen: Vierschanzentournee 2003/2004 mit Günther Jauch und Dieter Thoma (RTL) Tour de France mit Monica Lierhaus und Marcel Wüst (ARD/SR)                |
| Beste tägliche Serie                                     | Einsatz in 4 Wänden (RTL) | Avenzio – schöner Leben! (ProSieben) Schmeckt nicht, gibt’s nicht (VOX)                                                                                            |
| Beste Unterhaltungssendung/Beste Moderation Unterhaltung | Hugo Egon Balder, Bernhard Hoëcker, Hella von Sinnen für Genial daneben – Die Comedy Arena (SAT.1) | Die 1. offizielle WOK-WM und SSDSGPS – Ein Lied für Istanbul mit Stefan Raab (ProSieben) Der große Deutsch-Test mit Hape Kerkeling (RTL)                           |
| Förderpreis                                              | Henriette Confurius (Schauspielerin) für Bella Block: Das Gegenteil von Liebe (ZDF), Mein erstes Wunder (SWR) und Polizeiruf 110: Verloren (ARD/NDR) Stefan Suchalla (Autor) für Maison de France (SWR/RBB) | |
| Ehrenpreis der Stifter                                   | Udo Jürgens | |